# Cladonia macrophyllodes
Cladonia macrophyllodes är en lavart som beskrevs av Nyl. Cladonia macrophyllodes ingår i släktet Cladonia och familjen Cladoniaceae.  Arten är reproducerande i Sverige. Inga underarter finns listade i Catalogue of Life.

## Galleri

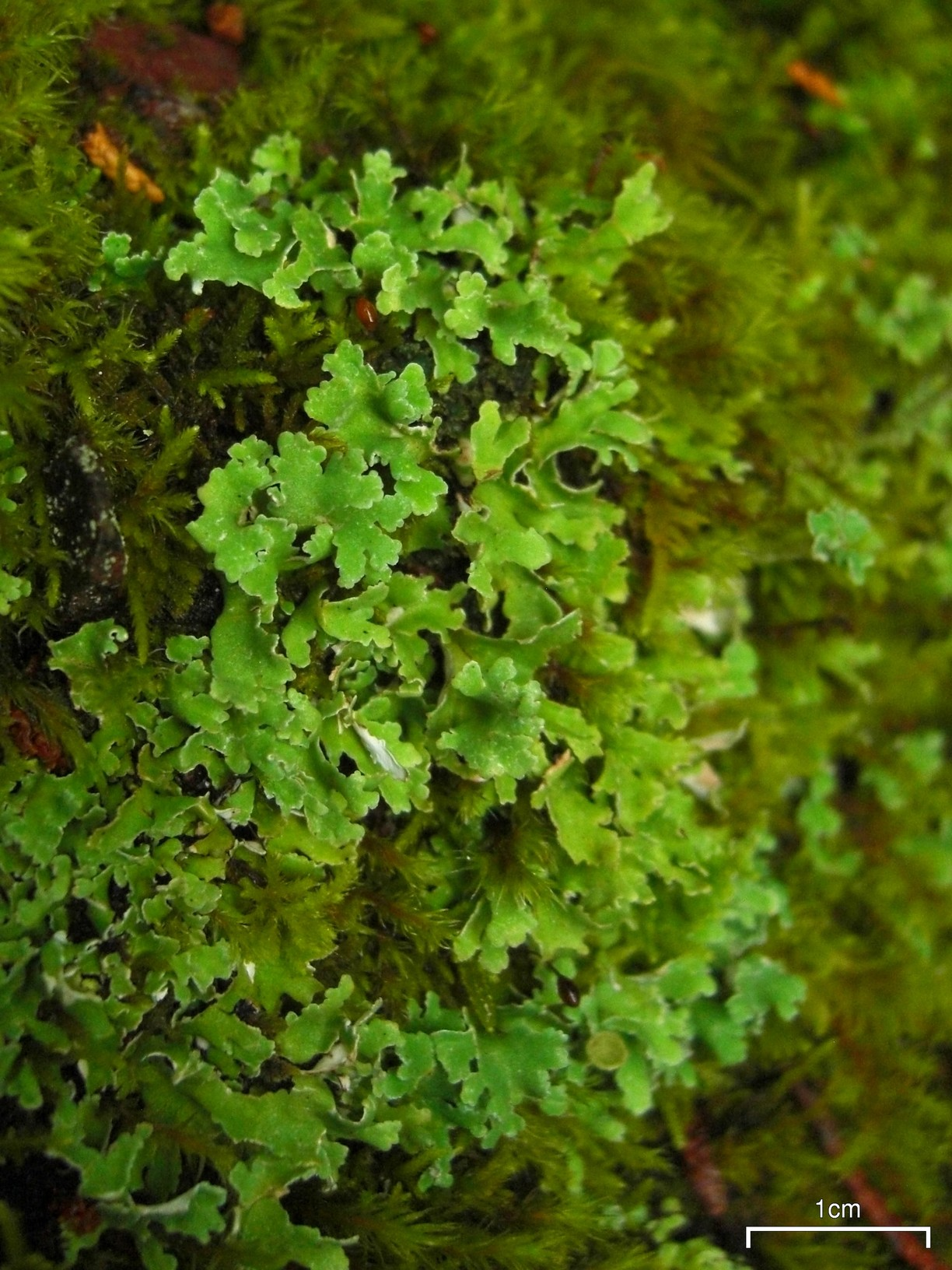